# Heteropanope acanthocarpus
Heteropanope acanthocarpus is een krabbensoort uit de familie van de Pilumnidae. De wetenschappelijke naam van de soort is voor het eerst geldig gepubliceerd in 1967 door Crosnier.